# Pirkko Nukari
Pirkko Talvikki Nukari, född 4 januari 1943 i Helsingfors, är en finländsk skulptör. 
Nukari studerade 1961–1966 vid Konstindustriella läroverket (teckningslärarlinjen) och ställde ut första gången 1967. Hon har specialiserat sig på skulpturer i brons med djurmotiv och senare, från 1980-talet, nästan enbart på fågelmotiv i naturlig storlek. Hennes tekniska kunnande och förmåga att i ögonblicksbilder fånga fåglarna i flykten har varit enastående i finländsk skulptur. 
Nukari har gjort en rad offentliga skulpturer med fågelmotiv bland annat för miljöministeriet (1987), Moisio skola i S:t Michel (1989), Finlands ambassad i Bryssel (2000), Fågelviksplatsen i Helsingfors (2000), Dalsviks kapell i Esbo (2003) och i Brunakärr i Helsingfors (2003). Hon undervisade 1966–1980 vid Konstindustriella läroverket och Konstindustriella högskolan samt var en av grundarna av konstlägret på Karlö, där hon också undervisat. 
Nukari har innehaft olika uppdrag inom konst- och konstnärsorganisationer, bland annat som ordförande för Bildhuggarförbundets gjuteri 1978–1982 och vice ordförande i styrelsen för galleriet Forum Box sedan 2000. Hon verkade även 1980–1984 som huvudredaktör för tidskriften Taide. Hon tilldelades Pro Finlandia-medaljen 2017. 